# Заречье (Горицкое сельское поселение)
Заречье — деревня в Кирилловском районе Вологодской области.
Входит в состав Горицкого сельского поселения, с точки зрения административно-территориального деления — в Горицкий сельсовет.
Расстояние по автодороге до районного центра Кириллова — 11 км, до центра муниципального образования Гориц — 7 км. Ближайшие населённые пункты — Никулино, Кудряшово, Макутино.
По переписи 2002 года население — 2 человека.